# Goewin
Goewin est un personnage de la mythologie celtique galloise, qui apparaît principalement dans la quatrième branche du Mabinogi, « Math fils de Mathonwy », où elle est décrite comme « la plus belle jeune fille que l’on connût de sa génération ».

## Mythologie
Math ap Mathonwy est le souverain du royaume de Gwynedd. En temps de paix, il doit obligatoirement demeurer les pieds posés sur le giron d’une vierge et c’est Goewin qui remplit cet office.
Gilfaethwy, l’un des neveux du roi, s’éprend de Goewin. Son frère, le druide Gwydion déclenche une guerre contre Pryderi afin de contraindre Math à intervenir et l’éloigner de Goewin. Il l’informe que des porcs fabuleux, venus de l’Annwvyn, sont arrivés chez Pryderi, le prince de Dyved et qu’il peut se les approprier. 
Avec onze de ses compères déguisés en bardes, il se rend à la résidence de Pryderi, pour être reçus à la cour. Au cours du dîner, Gwydion, qui est un excellent conteur, charme son auditoire en racontant une histoire. Puis il révèle le but de sa visite et échange les porcs contre 12 étalons et 12 lévriers, qui ne sont que le fruit de sa magie et n’existent que 24 heures. Gwydion et se complices rentrent en Gwynedd avec Pryderi et ses armées à leurs trousses. Le soir même, pendant que Math est à la guerre, Gilfaethwy en profite pour violer Goewin. La guerre prend fin quand Gwydion tue Pryderi en combat singulier.
À son retour, Math apprend la vérité et, en guise de réparation, épouse Goewin et la fait reine. N’étant plus vierge, elle ne peut plus assumer sa fonction, c’est Arianrhod qui est pressentie pour la remplacer.
Selon Pierre-Yves Lambert, « la prospérité du royaume, en temps de paix, est associée à cette réserve de fécondité confiée à la garde du roi ». Philippe Jouët parle de « réserve d’énergie inentamée, garantie des charismes royaux ».

## Compléments